# Kein Einaste
Kein Einaste est un fondeur estonien, né le 22 février 1985 à Pärnu.

## Biographie
Il débute en Coupe du monde en janvier 2005 à Otepää. C'est en novembre 2008 qu'il marque ses premiers points avec une 28e place à Kuusamo. En janvier 2010, il établit son meilleur classement sur une épreuve de Coupe du monde avec une 7e place au sprint classique d'Otepää.
Aux Jeux olympiques d'hiver de 2010, il est 59e du sprint classique.
Aux Championnats du monde 2011, il est 44e du sprint libre et 11e du sprint par équipes.
Aux Championnats du monde 2013, il est 53e du sprint classique.